# Kostel svatého Václava a Blažeje
Kostel svatého Václava a Blažeje v Děčíně je trojlodní filiální kostel, vybudovaný v letech 1751–1778 v barokním slohu na místě původního gotického farního kostela se stejným zasvěcením, který byl postaven v roce 1492 a zničen při požáru v roce 1749. Kostel stojí na severním okraji Masarykova náměstí u silnice na Hřensko. Je chráněn jako kulturní památka.

## Historie
Počátky této děčínské církevní stavby nejsou dodnes zcela objasněny, ale původní gotická stavba kostela svatého Václava zřejmě pocházela z roku 1310. Tento kostel se ale nacházel na jiném místě. Nejnovější archeologické vykopávky, které byly v osmdesátých letech 20. století provedeny v lodi kostela pak svědčí o existenci kostela, s velkou pravděpodobností stojícího až do konce 15. století. V roce 1492 byl postaven za vlády majitele Zikmunda z Vartenberka kostel nový v pozdně gotickém slohu, jež byl využíván rodem Vartenberků jako rodové pohřebiště.
Během třicetileté války, roku 1642 byl tento kostel vypálen švédskými vojsky, ale v roce byl znovu 1650 opraven. Výzdoba byla přepracována do barokního stylu. Při velkém požáru v roce 1749 byl kostel zničen a s ním i všechno umělecké vybavení. Mezi lety 1754–1778 proběhla rekonstrukce, patrně pod vedením stavebního mistra Jana Václava Kosche. V období reforem císaře Josefa II. sloužil kostel jako skladiště. K znovuvysvěcení (benedikaci) došlo až v roce 1878. Další rekonstrukce kostela proběhla v roce 1931. Mezi lety 1933–1938 pak sloužil kostel nově vzniklému jezuitskému klášteru, který k němu přiléhal a kostel byl díky němu také vytápěn. V 50. letech 20. století opět přestal sloužit původnímu účelu, pak byl využíván jako skladiště Československé labské plavby. Zatím poslední rekonstrukce kostela, která proběhla na konci 20. století, trvala 17 let. Dne 28. září 1992 byl kostel znovuvysvěcen (benedikován) litoměřickým biskupem Mons. Josefem Kouklem a znovu se v něm začaly konat bohoslužby.

## Popis kostela
Kostel je orientovaný, trojlodní, s čtyřbokou věží na západním průčelí. V tomto průčelí se nacházejí dvě niky s kamennými sochami svatého Václava a svatého Blažeje. Nad hlavním vchodem se nachází chronogram: Voto DIVo fVnData sanCto VenCesLao DICata pIetate restaVrata, což česky znamená: Přislíbením Božím založen / sv. Václavu zasvěcen / zbožně opraven. Rok opravy lze spočítat součtem velkých písmen v chronogramu (rok 1878).
Do severní stěny kostela je vestavěna kaple sv. Anny z roku 1730, jež byla přesunuta roku 1939 z Anenské ulice. Do jižní stěny je vezděn náhrobek děčínského děkana Georga Friedricha svobodného pána Wilczeka z Gutlandu a Hulcina, jenž zemřel roku 1771.
Interiér je rozdělen na tři malé lodě s galerií v patře. Hlavní oltář byl zakoupen v sedmdesátých letech 19. století ze zbořeného kostela ve Vídni. Oltářní obraz namaloval drážďanský rodák, dvorní malíř Anton Kern. Znázorňuje Pannu Marii s dítětem a dva patrony kostela – svatého Václava a svatého Blažeje, nad nimi je zachyceno město Děčín s hradem.

## Varhany

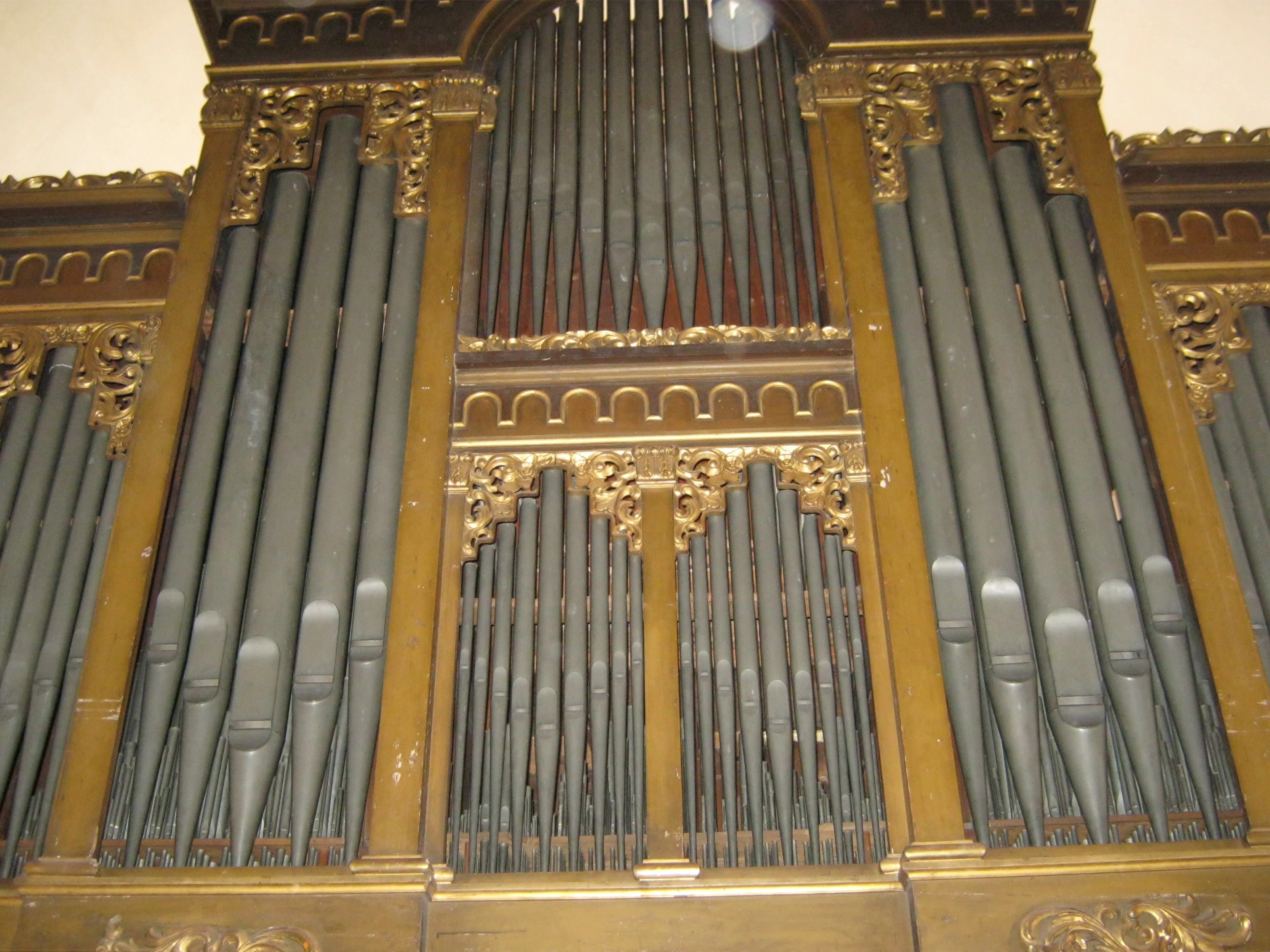
Prospekt současného nástroje zdejšího kostela

Nejstarší zpráva o existenci varhanního nástroje v tomto kostele pochází z 15. století, kdy je zaznamenáno, že zde byly postaveny varhany dnes již neznámým varhanářem. Tento nástroj prodělal několik oprav, až byl nahrazen roku 1694 novými varhanami z dílny varhanáře Johanna Caspara Neumanna. Tyto varhany měly jeden manuál s deseti rejstříky a dvourejstříkový pedál. Roku 1878 byly varhany nahrazeny novým nástrojem z dílny varhanářů bratří Fellerů z Libouchce. Tyto varhany měly jeden manuál a pedál. V manuálu bylo sedm rejstříků, v pedále dva rejstříky. Tyto varhany stály na svém místě až do roku 1949.
V roce 1949 kutnohorská firma Organa přestěhovala do tohoto kostela varhany z teplického děkanského kostela sv. Jana Křtitele. Nástroj z roku 1864 tam postavili bratři Fellerové. Jedná se o dvoumanuálový nástroj s 18 rejstříky, mechanickou trakturou a zásuvkovými vzdušnicemi. Pozitiv je obestavěn žaluziovou skříní s mechanickým ovládáním šlapkou v hracím stole. Varhany byly uchráněny od válečné rekvizice cínových píšťal, s výjimkou Gamby 8' a Principalu 4' u II. manuálu. Tyto varhany byly po předání kostela zpět římskokatolické církvi postupně opravovány, v dispozici varhan proběhla v pozitivu výměna Aeoliny 8' zpět na Principal 4'. Varhany po dokončené rekonstrukci požehnal v roce 2002 administrátor farnosti Pavel Procházka. Varhany byly poté opravovány v roce 2012 varhanáři Petrem a Peterem Nožinou.
Nástroj po opravě požehnal 17. června 2012 generální vikář litoměřické diecéze Stanislav Přibyl za účasti administrátora farnosti Tomáše Kuby.

### Dispozice
Současné varhany mají celkem 1178 píšťal. Dmychadlo VENTUS v.č. 5738, provozní tlak 55 mm W.S. a1=553 Hz při 14 st. Celsia. Motor Aug. Laukhuff v.č. 129157, 3x380V/50 c/sec, 2,5A, 1450 ot./min. Tyristorová regulace rozběhu, přepěťová ochrana s nastavenou horní hranicí 3x380V/50 Hz.
| I. manuál (Hauptwerk), 49 tónů |       |
| Bourdon                        | 16'   |
| Principal                      | 8'    |
| Flute                          | 8'    |
| Salicional                     | 8'    |
| Octave                         | 4'    |
| Gemshorn                       | 4'    |
| Quinte                         | 2 2/3 |
| Superoctav                     | 2'    |
| Mixtur 7 fach                  |       |

| II. manuál (Oberwerk), 49 tónů |    |
| Gedakt                         | 8' |
| Gamba                          | 8' |
| Principal                      | 4' |
| Flute                          | 4' |
| Mixtur 3x                      | 2' |

| Pedál, 27 tónů |       |
| Violonbas      | 16'   |
| Subbas         | 16'   |
| Octavbas       | 8'    |
| Quintbas       | 5 1/3 |

| Ostatní             |
| Tremolo II. manuálu |
| Žaluzii II. manuálu |
| Spojky: II/I; I/P.  |

## Zvony
Kostelní věž, zakončená cibulovitou bání, má v patře, kde končí kamenné zdivo, postavenu zvonovou stolici, na které jsou zavěšeny dva zvony – velký, zvaný v místním názvosloví WENCESLAU a menší, zvaný BLASEUS.[zdroj?] Na severním okraji zvonové stolice je ještě umístěn malý zvonek – sanctusník. Ovládání je ruční. Hmotnost zvonů byla podle fyzikálních pravidel spočítána jako násobek spodního průměru a koeficientu „598“ výsledek vychází v q. Podklady pro popis zvonů byly získány od prvního poválečného zvoníka profesora Jana Joklíka, který pravidelně v kostele sv. Václava a Blažeje zvonil. Z jeho pozůstalosti, jak jí zaznamenal místní varhaník Jan Záhora st. vyplynulo, že v Děčíně bylo zvykem nazývat velký zvon Václavem, menší zvon Blažejem a nejmenší Sanktusníček. Výsledek tohoto pojednání a zjištěné skutečnosti plynou z dlouhodobého bádání, počínaje r. 1968 a násl. 1982, 2007 a 2014, včetně lezecké prohlídky a fotodokumentace.

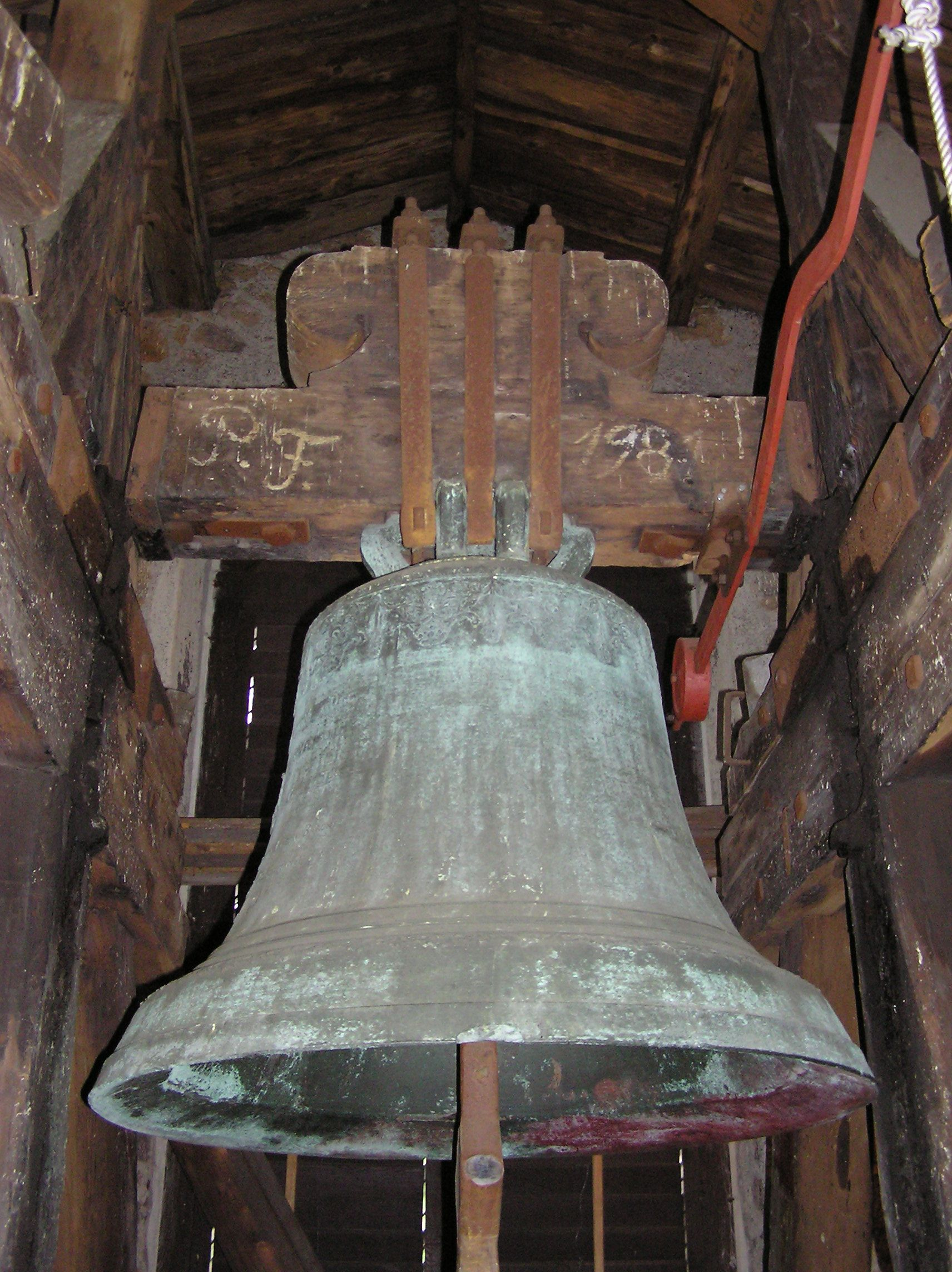
Velký zvon sv. Vít přezdívaný Václav

### Velký zvon
Zvon je opatřen reliférem sv. Víta a bývá přezdíván zvon Václav.
- spodní průměr: 1,31 m
- výška: 0,94 m
- hmotnost cca: 7,77 q
- rok ulití: 1744
- zvonař: Johann Georg Kühner (Praha)
- základní tón: E
- Erb Thunů

Zvon je zavěšen na dřevěném závěsu. Koruna je šestiramenná - hladká. Na čepci je akantový pás vyrůstající z jednoduché linky směrem vzhůru, pod linkou je ornamentální pás složený z lastury a rostlinného motivu. Uprostřed pláště je 22 cm vysoký reliéf světce - sv. Víta, stojícího na kotli v plamenech, s palmovou ratolestí. Pod reliéfem je čtyřřádkový latinsko německý nápis:
1. DURCH DES FEVERS HITZ SEYN WIR ALDA  =   přes oheň jsme …
2. ZERFLOSSEN =  rozpuštěný
3. NVN IOHANN GEORG KYHNER HAT VNS ZV PRAH AVES  = Johann George Kühner z Prahy
4. NEVE YBERGOSEN  = není…

Naproti je šestiřádkový latinský nápis rozdělený erbem rodu Thunů:
1. VRBS EXVSTA FVIT TETSCHEN IOSEPHVS EODEM  = aby byl stejný jako Josef z Děčína…
2. ANNO OVO IVSSIT FACTA REFVSA SONO  = za rok bylo echo (zvon) hotovo
3. REGNANS S.R.I. DNVS COMES DE THVN  = úřadující S.R.I. hrabě Thun
4. SVB DECANO REVERENDISSIMO DNO. GEORGIO LIBERO BARONE  = zpráva ctihodného děkana Barona Georgie
5. DE WILCZEK AC BONA TERRA CANONICO GLOGCOVIENSI ET  = ...kanovníka Wilczeka
6. TAETSCHNENSI DECANO = děčínského děkana

Pod nápisem je soustava linek. Nad věncem je jedna linka a pás akantových listů. Na věnci je hrana.
Překlad slovních nápisů byl velmi obtížný, neboť jde o kombinaci latiny a němčiny, a to té staré. Vzhledem k daným možnostem jsou nápisy přeloženy tak, jak výše uvedeno. V roce 1942 byly oba velké zvony sejmuty a uskladněny ve skladišti v Děčíně (SOKA Děčín, foto Franz Queisser) pro účely rekvizice, skladiště je vyjmenováno v Říšském nařízení (Filip Vočka - Rekvizice českých zvonů za II. světové války). Velký zvon nese rekviziční číslo 2050, které se později převzalo jako inventární. Ponechán jen zvon Jesus. Zachovaly se oba – Vít i Jan Pavel, pravděpodobně pro určení v kategorii „D“ – zachovat. O zpětném vyzdvižení (po válce) se nepodařilo sehnat žádnou dokumentaci.

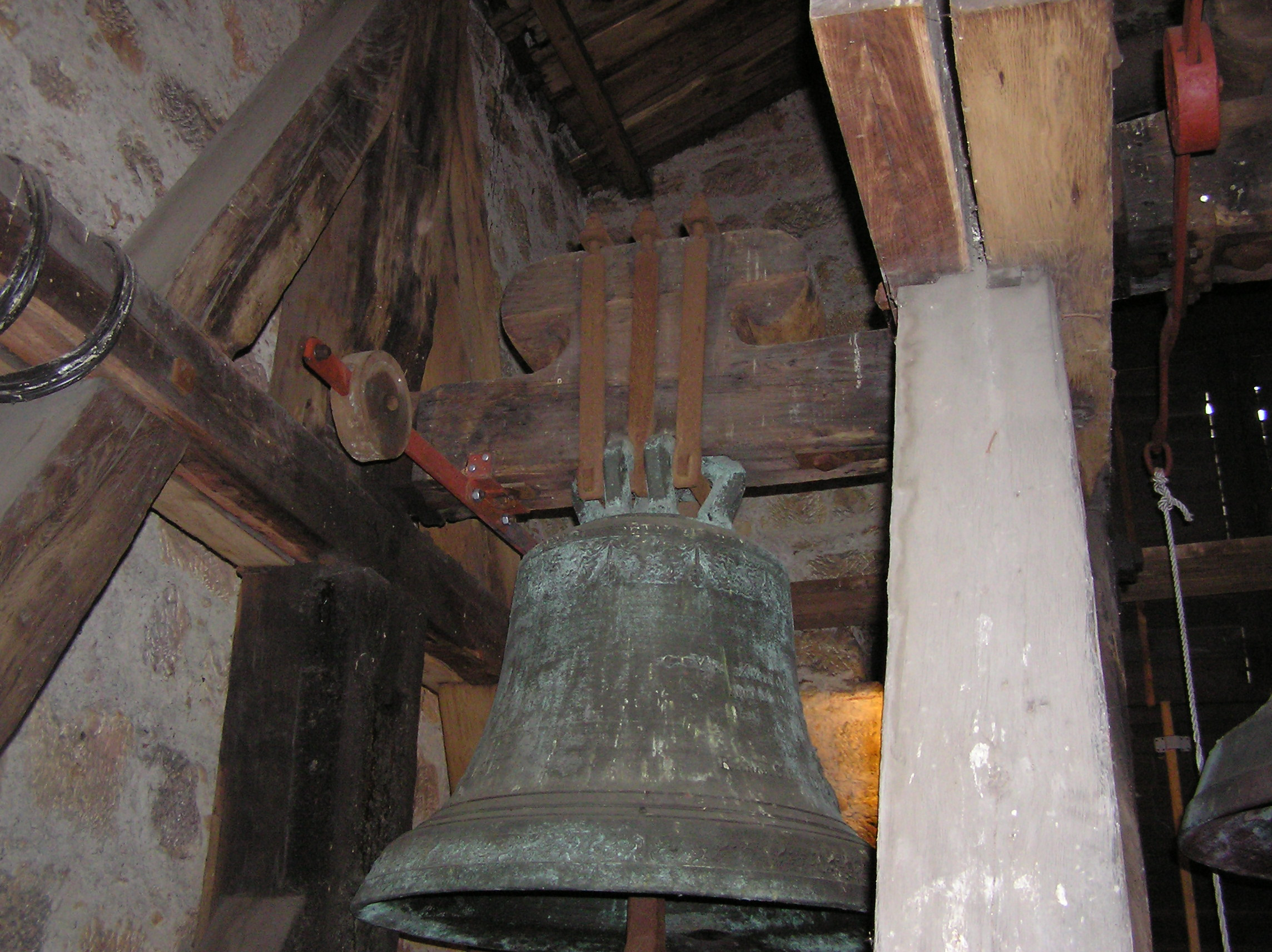
Menší zvon zasvěcený sv. Janu a Pavlovi přezdívaný Blažej

### Menší zvon
Menší zvon je zasvěcený sv. Janu a Pavlovi a bývá přezdíván Blažej.
- spodní průměr: 1,04 m
- výška: 0,755 m
- hmotnost cca: 6,21 q
- základní tón: G
- rok ulití: 1744
- zvonař: Johann Georg Kühner (Praha)
- Thunský erb

Zvon je zavěšen na dřevěném závěsu. Koruna je šestiramenná - hladká. Na čepci je akantový pás vyrůstající z jednoduché linky směrem vzhůru, pod linkou je ornamentální pás složený z lastury a rostlinných motivů. Na plášti jsou 16 cm vysoké reliéfy světců - sv. Pavla a sv. Jana a pod nimi jsou dva řádky latinsko německého nápisu:
1. BEY VN GLICKE FEYER SEYN WIR HIR VERPRANDT  = ….při požáru být…
2. IOHANNES VND PAVLVS BIN LETET AVES NEYE GENANDT  = Jan a Pavel … ptákům…

Naproti je třířádkový latinský nápis:
1. VRPS EXVSTA FVIT TAETSCHEN IOSEPHVS EODEM  = tam byl stejný Děčínský Josef
2. ANNO OVO IVSSIT FACTA REFVSA SONO  = ..za rok bylo echo hotovo…
3. REGNANS S.R.I. DNVS COM. DE THVN = úřadující komtesa Thun..

Pod nápisem je soustava jednoduchých linek. Na věnci je vlys s rostlinným motivem.
Pro překlad nápisů platí totéž, co u zvonu Vít.  

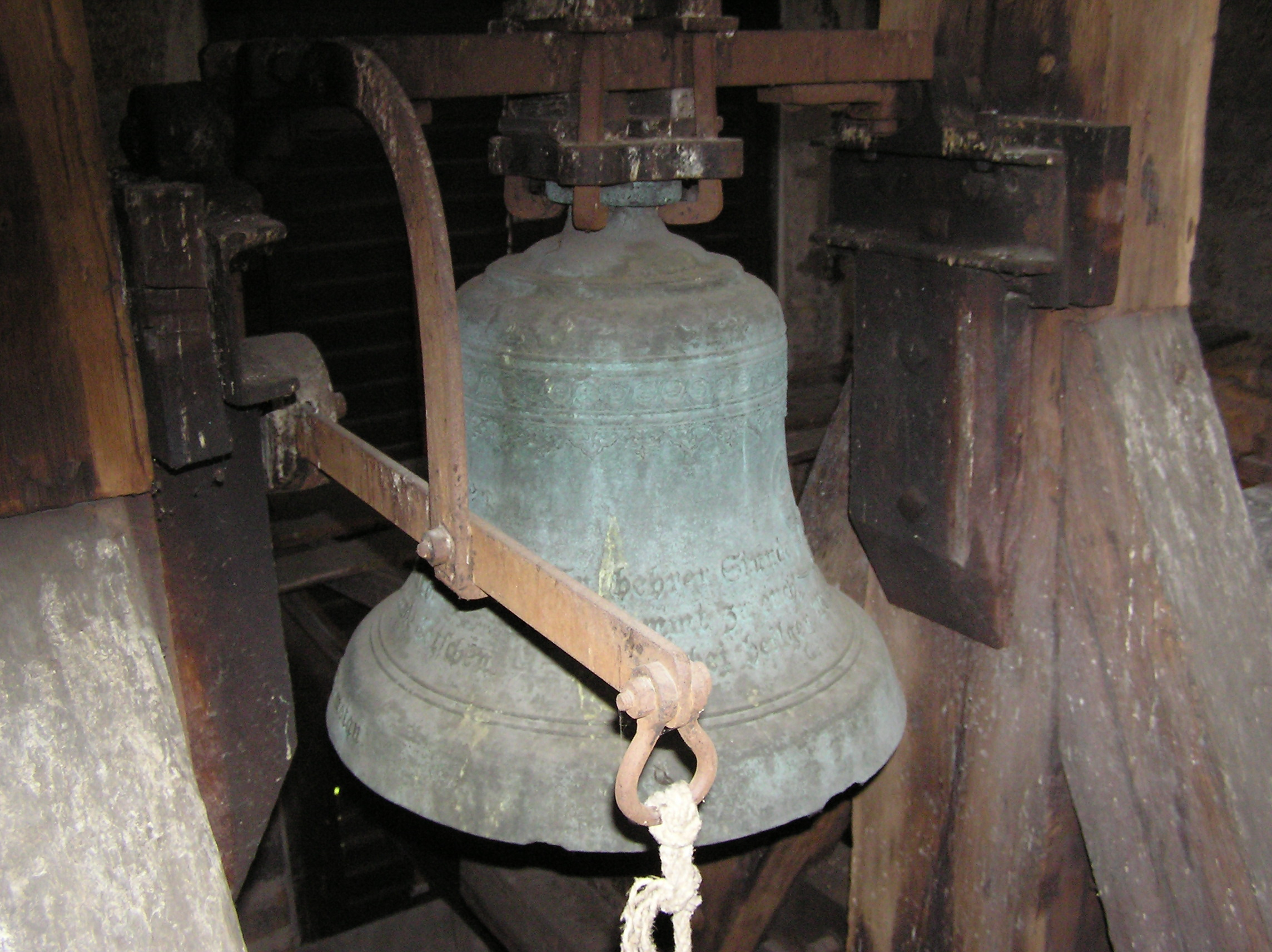
Nejmenší zvon Jesus

### Nejmenší zvon Jesus
Zvon Jesus je nejmenším zvonem ve věži kostela a bývá nazýván Sanktusáček či Sanktusníček.
- spodní průměr: 0,6 m
- výška: 0,47 m
- hmotnost cca: 3,58 q
- základní tón: F²
- rok ulití: 1927 (jde čtvrtý zvon z dodávky k děčínskému kostelu sv. Kříže)
- zvonař: Richard Herold, Komotau (Chomutov)

Zvon je zavěšen na železné traverze s protizávažím. Koruna je talířová. Na čepci je v jednoduchých dvojlinkách pás plochého perlovce, pod spodní dvojlinkou je pás laločnatých výběžků. Na plášti jsou německé nápisy:
1. Nach langem Kampfesringen    =  po dlouhém boji
2. Mȍg Gottes erflingen  = možné Boží chvále
3. durch unsern ebernen Mund  =  prostřednictvím našich úst
4. sorlab zu aller Stiünd = každou hodinu
5. Gewidmet von der Kirchengemainde Tetschen   = zasvěcen farní kostel Děčínu

Naproti je nápis rozdělený 13 cm vysokým reliéfem kalicha s hostií: 
1. Zu heher Stunde bring frohe Kunde  = v tuto chvíli přinést dobré zprávy pro úžasný
2. Iesus kommt zu euch, Iesus signet euch  = Ježíš přijde k vám, Ježíš vám žehnej
3. bei heiliger Wandlungfeier  = změna svaté oslavy

Nad věncem jsou dvě linky a na věnci autorský podpis: Mich gosz Richard Herold Komotau. Z uvedeného plyne, že zvon byl ulit zvonařem Heroldem v Chomutově a k jeho vysvěcení došlo v roce 1927 a je to poslední zachráněný zvon z dodávky pro chrám Povýšení sv. Kříže. Shora uvedená zjištění byla potvrzena Diecézním kampanologem Radkem Rejškem a zvonařem Petrem Rudolfem Manouškem.